# TERCOM

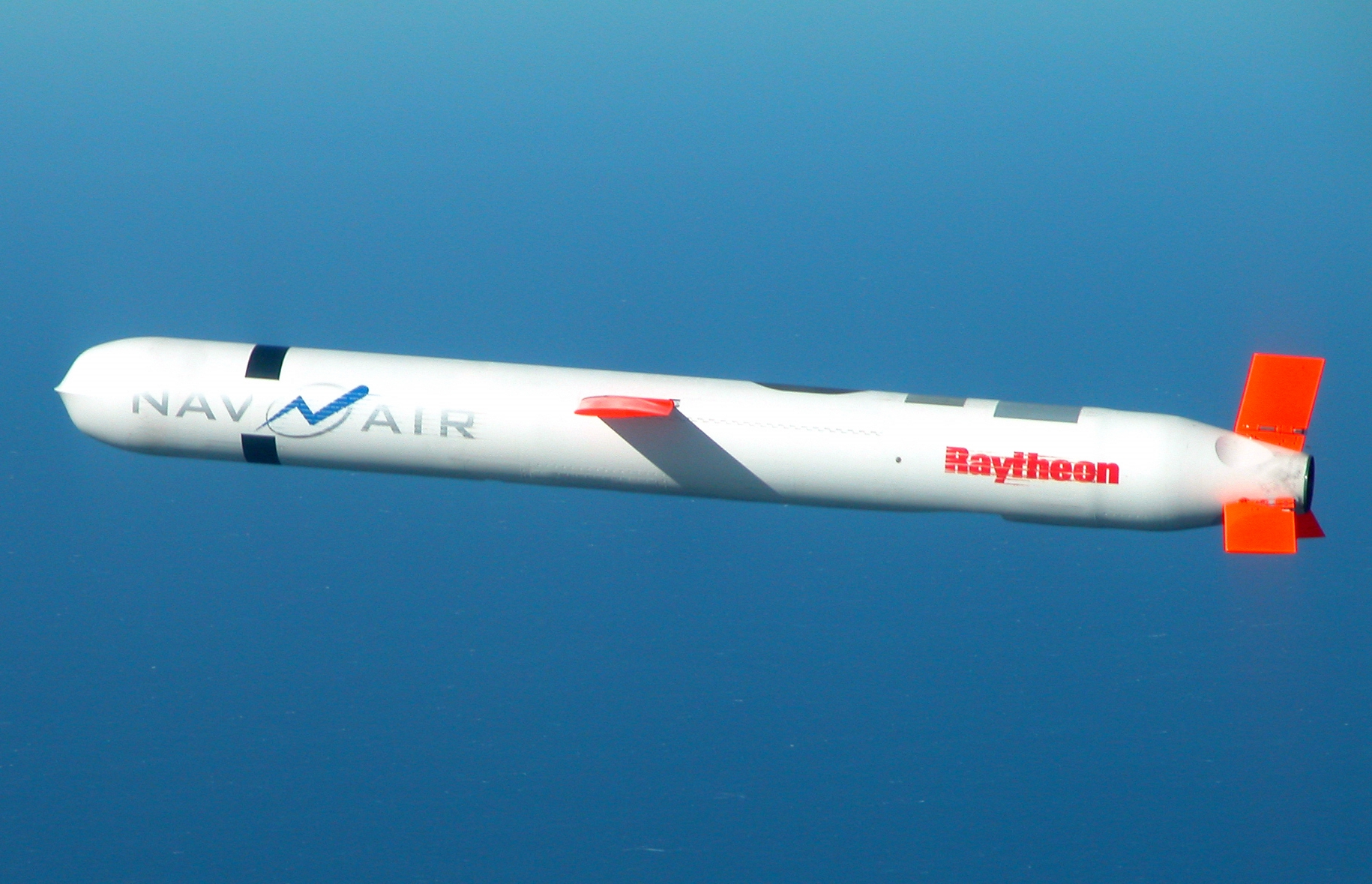
Misil de crucero Tomahawk Block IV, guiado por TERCOM.

El TERCOM (Terrain Contour Matching, en español: coincidencia de contornos del terreno) es un sistema de navegación utilizado principalmente por los misiles de crucero. Utiliza un mapa de isolíneas del terreno que se compara con las mediciones realizadas durante el vuelo por un radioaltímetro de a bordo. Un sistema TERCOM aumenta considerablemente la precisión de un misil en comparación con los sistemas de navegación inercial (INS). La mayor precisión permite a un misil equipado con TERCOM volar más cerca de los obstáculos y a altitudes generalmente más bajas, lo que dificulta su detección por los radares de tierra.

## Misiles que emplean navegación TERCOM
The cruise missiles that employ a TERCOM system include:
- Supersonic Low Altitude Missile project (la primera versión de TERCOM estaba programada para usarse en este misil nunca construido)
- AGM-86B (Estados Unidos)
- AGM-129 ACM (Estados Unidos)
- BGM-109 Tomahawk (algunas versiones, Estados Unidos)
- C-602 misil de crucero antibuque y de ataque terrestre (China)
- Kh-55 Granat Nombre de informe de la OTAN AS-15 Kent (Unión Soviética)
- Es probable que los misiles de crucero rusos más nuevos, como Kh-101 y Kh-555, tengan navegación TERCOM, pero hay poca información disponible sobre estos misiles.
- C-802 o YJ-82 Nombre de informe de la OTAN CSS-N-8 Saccade (China) – no está claro si este misil emplea navegación TERCOM
- Hyunmoo III (Corea del Sur)
- DH-10 (China)
- Babur (Pakistán) misil de crucero de ataque terrestre
- Ra'ad (Pakistán) misil de crucero lanzado desde el aire
- Naval Strike Missile (misil de ataque terrestre y antibuque, Noruega)
- SOM (misil de crucero lanzado desde el aire, Turquía)
- HongNiao 1/2/3 misiles de crucero
- 9K720 Iskander (variantes de misiles balísticos de corto alcance y misiles de crucero, Rusia)
- Storm Shadow misil de crucero (Reino Unido/Francia)